# Ocotea longipes
Ocotea longipes är en lagerväxtart som beskrevs av André Joseph Guillaume Henri Kostermans. Ocotea longipes ingår i släktet Ocotea och familjen lagerväxter. Inga underarter finns listade i Catalogue of Life.